# 25. Dáil
Der 25. Dáil wurde am 17. Februar 1987 gewählt. Insgesamt 166 Abgeordnete (Teachtaí Dála) wurden in 41 Wahlkreisen mit dem Verfahren der übertragbaren Einzelstimmgebung (single transferable vote) bestimmt.

## Wahlausgang
siehe: Wahlen zum Dáil Éireann 1987

Sitzverteilung im 25. Dáil

Fianna Fáil und Fine Gael waren die stärksten Kräfte im Dáil.
Der Dáil Éireann kam erstmals am 10. März 1987 zur konstituierenden Sitzung zusammen. Als Vorsitzender des Dáils (Ceann Comhairle) wurde Seán Treacy (Irish Labour Party) durch Akklamation bestimmt. Seine Vertretung (Leas-Cheann Comhairle) wurde Jim Tunney (Fianna Fáil).
Charles Haughey wurde zum Taoiseach gewählt. Er bildete die Regierung Haughey III.  
Oppositionsführer (Ceannaire an Fhreasúra) war zunächst Alan Dukes von der Fine Gael.
| Partei | Partei                     | Vorsitzende/r im Dáil (Beginn) | März 1987: gewählte Teachtaí Dála | Mai 1989: Teachtaí Dála | Veränderung |
| ------ | -------------------------- | ------------------------------ | --------------------------------- | ----------------------- | ----------- |
|        | Fianna Fáil                | Charles Haughey                | 81                                | 80                      | −1          |
|        | Fine Gael                  | Alan Dukes                     | 51                                | 50                      | −1          |
|        | Progressive Democrats      | Desmond O’Malley               | 14                                | 14                      | −           |
|        | Labour Party               | Dick Spring                    | 12                                | 11                      | −1          |
|        | Workers’ Party             | Proinsias De Rossa             | 4                                 | 4                       | −           |
|        | Democratic Socialist Party | Jim Kemmy                      | 1                                 | 1                       | −           |
|        | Unabhängige                |                                | 3                                 | 3                       | −           |
|        | Ceann Comhairle            |                                | −                                 | 1                       | +1          |
|        | Vakant                     |                                | −                                 | 2                       | +2          |
| Gesamt | Gesamt                     | 166                            | 166                               | 166                     | –           |

## Teachtaí Dála
| Wahlkreis            | Name                    | Partei (Teilgruppe) | Partei (Teilgruppe)        | Partei (Teilgruppe)        | Partei (Teilgruppe)        | Im Amt seit       |
| Wahlkreis            | Name                    | Zu Beginn des Dáil  | Zu Beginn des Dáil         | Zum Ende des Dáil          | Zum Ende des Dáil          | Im Amt seit       |
| -------------------- | ----------------------- | ------------------- | -------------------------- | -------------------------- | -------------------------- | ----------------- |
| Carlow–Kilkenny      | Kieran Crotty           |                     | Fine Gael                  | Fine Gael                  | Fine Gael                  | 2. Juli 1969      |
| Carlow–Kilkenny      | Matthew J. Nolan        |                     | Fianna Fáil                | Fianna Fáil                | Fianna Fáil                | 14. November 1982 |
| Carlow–Kilkenny      | Séamus Pattison         |                     | Labour                     | Labour                     | Labour                     | 11. Oktober 1961  |
| Carlow–Kilkenny      | Martin Gibbons          |                     | Progressive Democrats      | Progressive Democrats      | Progressive Democrats      | 10. März 1987     |
| Carlow–Kilkenny      | Liam Aylward            |                     | Fianna Fáil                | Fianna Fáil                | Fianna Fáil                | 5. Juli 1977      |
| Cavan–Monaghan       | Andrew Boylan           |                     | Fine Gael                  | Fine Gael                  | Fine Gael                  | 10. März 1987     |
| Cavan–Monaghan       | Tom Fitzpatrick         |                     | Fine Gael                  | Fine Gael                  | Fine Gael                  | 21. April 1965    |
| Cavan–Monaghan       | John P. Wilson          |                     | Fianna Fáil                | Fianna Fáil                | Fianna Fáil                | 4. März 1973      |
| Cavan–Monaghan       | Rory O’Hanlon           |                     | Fianna Fáil                | Fianna Fáil                | Fianna Fáil                | 5. Juli 1977      |
| Cavan–Monaghan       | Jimmy Leonard           |                     | Fianna Fáil                | Fianna Fáil                | Fianna Fáil                | 9. März 1982      |
| Clare                | Donal Carey             |                     | Fine Gael                  | Fine Gael                  | Fine Gael                  | 9. März 1982      |
| Clare                | Madeleine Taylor-Quinn  |                     | Fine Gael                  | Fine Gael                  | Fine Gael                  | 14. Dezember 1982 |
| Clare                | Brendan Daly            |                     | Fianna Fáil                | Fianna Fáil                | Fianna Fáil                | 4. März 1973      |
| Clare                | Síle de Valera          |                     | Fianna Fáil                | Fianna Fáil                | Fianna Fáil                | 10. März 1987     |
| Cork East            | Michael Ahern           |                     | Fianna Fáil                | Fianna Fáil                | Fianna Fáil                | 9. März 1982      |
| Cork East            | Patrick Hegarty         |                     | Fine Gael                  | Fine Gael                  | Fine Gael                  | 4. März 1973      |
| Cork East            | Joe Sherlock            |                     | Workers’ Party             | Workers’ Party             | Workers’ Party             | 10. März 1987     |
| Cork East            | Ned O’Keeffe            |                     | Fianna Fáil                | Fianna Fáil                | Fianna Fáil                | 14. Dezember 1982 |
| Cork North-Central   | Denis Lyons             |                     | Fianna Fáil                | Fianna Fáil                | Fianna Fáil                | 30. Juni 1981     |
| Cork North-Central   | Bernard Allen           |                     | Fine Gael                  | Fine Gael                  | Fine Gael                  | 30. Juni 1981     |
| Cork North-Central   | Liam Burke              |                     | Fine Gael                  | Fine Gael                  | Fine Gael                  | 7. November 1979  |
| Cork North-Central   | Máirín Quill            |                     | Progressive Democrats      | Progressive Democrats      | Progressive Democrats      | 10. März 1987     |
| Cork North-Central   | Dan Wallace             |                     | Fianna Fáil                | Fianna Fáil                | Fianna Fáil                | 14. Dezember 1982 |
| Cork North-West      | Donal Creed             |                     | Fine Gael                  | Fine Gael                  | Fine Gael                  | 21. April 1965    |
| Cork North-West      | Frank Crowley           |                     | Fine Gael                  | Fine Gael                  | Fine Gael                  | 30. Juni 1981     |
| Cork North-West      | Donal Moynihan          |                     | Fianna Fáil                | Fianna Fáil                | Fianna Fáil                | 14. Dezember 1982 |
| Cork South-Central   | Pearse Wyse             |                     | Progressive Democrats      | Progressive Democrats      | Progressive Democrats      | 21. April 1965    |
| Cork South-Central   | Batt O’Keeffe           |                     | Fianna Fáil                | Fianna Fáil                | Fianna Fáil                | 10. März 1987     |
| Cork South-Central   | Peter Barry             |                     | Fine Gael                  | Fine Gael                  | Fine Gael                  | 2. Juli 1969      |
| Cork South-Central   | John Dennehy            |                     | Fianna Fáil                | Fianna Fáil                | Fianna Fáil                | 10. März 1987     |
| Cork South-Central   | Toddy O’Sullivan        |                     | Labour                     | Labour                     | Labour                     | 30. Juni 1981     |
| Cork South-West      | Jim O’Keeffe            |                     | Fine Gael                  | Fine Gael                  | Fine Gael                  | 5. Juli 1977      |
| Cork South-West      | Patrick Joseph Sheehan  |                     | Fine Gael                  | Fine Gael                  | Fine Gael                  | 30. Juni 1981     |
| Cork South-West      | Joe Walsh               |                     | Fianna Fáil                | Fianna Fáil                | Fianna Fáil                | 9. März 1982      |
| Donegal North-East   | Neil Blaney             |                     | Independent Fianna Fáil    | Independent Fianna Fáil    | Independent Fianna Fáil    | 11. Oktober 1961  |
| Donegal North-East   | Hugh Conaghan           |                     | Fianna Fáil                | Fianna Fáil                | Fianna Fáil                | 5. Juli 1977      |
| Donegal North-East   | Patrick Harte           |                     | Fine Gael                  | Fine Gael                  | Fine Gael                  | 11. Oktober 1961  |
| Donegal South-West   | Dinny McGinley          |                     | Fine Gael                  | Fine Gael                  | Fine Gael                  | 9. März 1982      |
| Donegal South-West   | Mary Coughlan           |                     | Fianna Fáil                | Fianna Fáil                | Fianna Fáil                | 10. März 1987     |
| Donegal South-West   | Pat Gallagher           |                     | Fianna Fáil                | Fianna Fáil                | Fianna Fáil                | 30. Juni 1981     |
| Dublin Central       | Bertie Ahern            |                     | Fianna Fáil                | Fianna Fáil                | Fianna Fáil                | 5. Juli 1977      |
| Dublin Central       | Michael Keating         |                     | Progressive Democrats      | Progressive Democrats      | Progressive Democrats      | 5. Juli 1977      |
| Dublin Central       | Tony Gregory            |                     | Independent                | Independent                | Independent                | 9. März 1982      |
| Dublin Central       | Dermot Fitzpatrick      |                     | Fianna Fáil                | Fianna Fáil                | Fianna Fáil                | 10. März 1987     |
| Dublin Central       | John Stafford           |                     | Fianna Fáil                | Fianna Fáil                | Fianna Fáil                | 10. März 1987     |
| Dublin North         | Ray Burke               |                     | Fianna Fáil                | Fianna Fáil                | Fianna Fáil                | 4. März 1973      |
| Dublin North         | Nora Owen               |                     | Fine Gael                  | Fine Gael                  | Fine Gael                  | 5. Juli 1977      |
| Dublin North         | Thomas „G. V.“ Wright   |                     | Fianna Fáil                | Fianna Fáil                | Fianna Fáil                | 10. März 1987     |
| Dublin North-Central | Richard Bruton          |                     | Fine Gael                  | Fine Gael                  | Fine Gael                  | 9. März 1982      |
| Dublin North-Central | Vincent Brady           |                     | Fianna Fáil                | Fianna Fáil                | Fianna Fáil                | 5. Juli 1977      |
| Dublin North-Central | Charles Haughey         |                     | Fianna Fáil                | Fianna Fáil                | Fianna Fáil                | 20. März 1957     |
| Dublin North-Central | George Birmingham       |                     | Fine Gael                  | Fine Gael                  | Fine Gael                  | 30. Juni 1981     |
| Dublin North-East    | Liam Fitzgerald         |                     | Fianna Fáil                | Fianna Fáil                | Fianna Fáil                | 14. Dezember 1982 |
| Dublin North-East    | Pat McCartan            |                     | Workers’ Party             | Workers’ Party             | Workers’ Party             | 10. März 1987     |
| Dublin North-East    | Michael Woods           |                     | Fianna Fáil                | Fianna Fáil                | Fianna Fáil                | 5. Juli 1977      |
| Dublin North-East    | Michael Joe Cosgrave    |                     | Fine Gael                  | Fine Gael                  | Fine Gael                  | 5. Juli 1977      |
| Dublin North-West    | Michael Barrett         |                     | Fianna Fáil                | Fianna Fáil                | Fianna Fáil                | 30. Juni 1981     |
| Dublin North-West    | Mary Flaherty           |                     | Fine Gael                  | Fine Gael                  | Fine Gael                  | 30. Juni 1981     |
| Dublin North-West    | Jim Tunney              |                     | Fianna Fáil                | Fianna Fáil                | Fianna Fáil                | 2. Juli 1969      |
| Dublin North-West    | Proinsias De Rossa      |                     | Workers’ Party             | Workers’ Party             | Workers’ Party             | 9. März 1982      |
| Dublin South         | Anne Colley             |                     | Progressive Democrats      | Progressive Democrats      | Progressive Democrats      | 10. März 1987     |
| Dublin South         | John M. Kelly           |                     | Fine Gael                  | Fine Gael                  | Fine Gael                  | 4. März 1973      |
| Dublin South         | Alan Shatter            |                     | Fine Gael                  | Fine Gael                  | Fine Gael                  | 30. Juni 1981     |
| Dublin South         | Séamus Brennan          |                     | Fianna Fáil                | Fianna Fáil                | Fianna Fáil                | 30. Juni 1981     |
| Dublin South         | Tom Kitt                |                     | Fianna Fáil                | Fianna Fáil                | Fianna Fáil                | 10. März 1987     |
| Dublin South-Central | Gay Mitchell            |                     | Fine Gael                  | Fine Gael                  | Fine Gael                  | 30. Juni 1981     |
| Dublin South-Central | Fergus O’Brien          |                     | Fine Gael                  | Fine Gael                  | Fine Gael                  | 14. Dezember 1982 |
| Dublin South-Central | Ben Briscoe             |                     | Fianna Fáil                | Fianna Fáil                | Fianna Fáil                | 21. April 1965    |
| Dublin South-Central | Mary Mooney             |                     | Fianna Fáil                | Fianna Fáil                | Fianna Fáil                | 10. März 1987     |
| Dublin South-Central | Frank Cluskey           |                     | Labour                     | Labour                     | Labour                     | 9. März 1982      |
| Dublin South-East    | Garret FitzGerald       |                     | Fine Gael                  | Fine Gael                  | Fine Gael                  | 2. Juli 1969      |
| Dublin South-East    | Michael                 |                     | Progressive Democrats      | Progressive Democrats      | Progressive Democrats      | 10. März 1987     |
| Dublin South-East    | Gerard Brady            |                     | Fianna Fáil                | Fianna Fáil                | Fianna Fáil                | 5. Juli 1977      |
| Dublin South-East    | Ruairi Quinn            |                     | Labour                     | Labour                     | Labour                     | 9. März 1982      |
| Dublin South-West    | Mervyn Taylor           |                     | Labour                     | Labour                     | Labour                     | 30. Juni 1981     |
| Dublin South-West    | Seán Walsh              |                     | Fianna Fáil                | Fianna Fáil                | Fianna Fáil                | 4. März 1973      |
| Dublin South-West    | Chris Flood             |                     | Fianna Fáil                | Fianna Fáil                | Fianna Fáil                | 10. März 1987     |
| Dublin South-West    | Mary Harney             |                     | Progressive Democrats      | Progressive Democrats      | Progressive Democrats      | 30. Juni 1981     |
| Dublin West          | Brian Lenihan senior    |                     | Fianna Fáil                | Fianna Fáil                | Fianna Fáil                | 5. Juli 1977      |
| Dublin West          | Liam Lawlor             |                     | Fianna Fáil                | Fianna Fáil                | Fianna Fáil                | 10. März 1987     |
| Dublin West          | Patrick O’Malley        |                     | Progressive Democrats      | Progressive Democrats      | Progressive Democrats      | 10. März 1987     |
| Dublin West          | Jim Mitchell            |                     | Fine Gael                  | Fine Gael                  | Fine Gael                  | 5. Juli 1977      |
| Dublin West          | Tomás Mac Giolla        |                     | Workers’ Party             | Workers’ Party             | Workers’ Party             | 14. Dezember 1982 |
| Dún Laoghaire        | Monica Barnes           |                     | Fine Gael                  | Fine Gael                  | Fine Gael                  | 14. Dezember 1982 |
| Dún Laoghaire        | David Andrews           |                     | Fianna Fáil                | Fianna Fáil                | Fianna Fáil                | 21. April 1965    |
| Dún Laoghaire        | Geraldine Kennedy       |                     | Progressive Democrats      | Progressive Democrats      | Progressive Democrats      | 10. März 1987     |
| Dún Laoghaire        | Barry Desmond           |                     | Labour                     | Labour                     | Labour                     | 2. Juli 1969      |
| Dún Laoghaire        | Seán Barrett            |                     | Fine Gael                  | Fine Gael                  | Fine Gael                  | 30. Juni 1981     |
| Galway East          | Paul Connaughton senior |                     | Fine Gael                  | Fine Gael                  | Fine Gael                  | 30. Juni 1981     |
| Galway East          | Noel Treacy             |                     | Fianna Fáil                | Fianna Fáil                | Fianna Fáil                | 20. Juli 1982     |
| Galway East          | Michael P. Kitt         |                     | Fianna Fáil                | Fianna Fáil                | Fianna Fáil                | 30. Juni 1981     |
| Galway West          | John Donnellan          |                     | Fine Gael                  | Fine Gael                  | Fine Gael                  | 3. Dezember 1964  |
| Galway West          | Michael D. Higgins      |                     | Labour                     | Labour                     | Labour                     | 10. März 1987     |
| Galway West          | Bobby Molloy            |                     | Progressive Democrats      | Progressive Democrats      | Progressive Democrats      | 21. April 1965    |
| Galway West          | Máire Geoghegan-Quinn   |                     | Fianna Fáil                | Fianna Fáil                | Fianna Fáil                | 4. März 1975      |
| Galway West          | Frank Fahey             |                     | Fianna Fáil                | Fianna Fáil                | Fianna Fáil                | 9. März 1982      |
| Kerry North          | Denis Foley             |                     | Fianna Fáil                | Fianna Fáil                | Fianna Fáil                | 30. Juni 1981     |
| Kerry North          | Jimmy Deenihan          |                     | Fine Gael                  | Fine Gael                  | Fine Gael                  | 10. März 1987     |
| Kerry North          | Dick Spring             |                     | Labour                     | Labour                     | Labour                     | 30. Juni 1981     |
| Kerry South          | John O’Donoghue         |                     | Fianna Fáil                | Fianna Fáil                | Fianna Fáil                | 10. März 1987     |
| Kerry South          | Michael Begley          |                     | Fine Gael                  | Fine Gael                  | Fine Gael                  | 2. Juli 1969      |
| Kerry South          | John O’Leary            |                     | Fianna Fáil                | Fianna Fáil                | Fianna Fáil                | 7. Dezember 1966  |
| Kildare              | Charlie McCreevy        |                     | Fianna Fáil                | Fianna Fáil                | Fianna Fáil                | 5. Juli 1977      |
| Kildare              | Bernard Durkan          |                     | Fine Gael                  | Fine Gael                  | Fine Gael                  | 14. Dezember 1982 |
| Kildare              | Emmet Stagg             |                     | Labour                     | Labour                     | Labour                     | 10. März 1987     |
| Kildare              | Paddy Power             |                     | Fianna Fáil                | Fianna Fáil                | Fianna Fáil                | 2. Juli 1969      |
| Kildare              | Alan Dukes              |                     | Fine Gael                  | Fine Gael                  | Fine Gael                  | 30. Juni 1981     |
| Laois–Offaly         | Brian Cowen             |                     | Fianna Fáil                | Fianna Fáil                | Fianna Fáil                | 14. Juni 1984     |
| Laois–Offaly         | Charlie Flanagan        |                     | Fine Gael                  | Fine Gael                  | Fine Gael                  | 10. März 1987     |
| Laois–Offaly         | Ger Connolly            |                     | Fianna Fáil                | Fianna Fáil                | Fianna Fáil                | 2. Juli 1969      |
| Laois–Offaly         | Liam Hyland             |                     | Fianna Fáil                | Fianna Fáil                | Fianna Fáil                | 30. Juni 1981     |
| Laois–Offaly         | Tom Enright             |                     | Fine Gael                  | Fine Gael                  | Fine Gael                  | 2. Juli 1969      |
| Limerick East        | Michael Noonan          |                     | Fine Gael                  | Fine Gael                  | Fine Gael                  | 30. Juni 1981     |
| Limerick East        | Willie O’Dea            |                     | Fianna Fáil                | Fianna Fáil                | Fianna Fáil                | 9. März 1982      |
| Limerick East        | Peadar Clohessy         |                     | Progressive Democrats      | Progressive Democrats      | Progressive Democrats      | 10. März 1987     |
| Limerick East        | Desmond O’Malley        |                     | Progressive Democrats      | Progressive Democrats      | Progressive Democrats      | 22. Mai 1968      |
| Limerick East        | Jim Kemmy               |                     | Democratic Socialist Party | Democratic Socialist Party | Democratic Socialist Party | 10. März 1987     |
| Limerick West        | Gerard Collins          |                     | Fianna Fáil                | Fianna Fáil                | Fianna Fáil                | 9. November 1967  |
| Limerick West        | Michael Finucane        |                     | Progressive Democrats      | Progressive Democrats      | Progressive Democrats      | 10. März 1987     |
| Limerick West        | Michael J. Noonan       |                     | Fianna Fáil                | Fianna Fáil                | Fianna Fáil                | 2. Juli 1969      |
| Longford–Westmeath   | Henry Abbott            |                     | Fianna Fáil                | Fianna Fáil                | Fianna Fáil                | 10. März 1987     |
| Longford–Westmeath   | Patrick Cooney          |                     | Fine Gael                  | Fine Gael                  | Fine Gael                  | 30. Juni 1981     |
| Longford–Westmeath   | Mary O’Rourke           |                     | Fianna Fáil                | Fianna Fáil                | Fianna Fáil                | 14. Dezember 1982 |
| Longford–Westmeath   | Albert Reynolds         |                     | Fianna Fáil                | Fianna Fáil                | Fianna Fáil                | 5. Juli 1977      |
| Louth                | Dermot Ahern            |                     | Fianna Fáil                | Fianna Fáil                | Fianna Fáil                | 10. März 1987     |
| Louth                | Michael Bell            |                     | Labour                     | Labour                     | Labour                     | 14. Dezember 1982 |
| Louth                | Brendan McGahon         |                     | Fine Gael                  | Fine Gael                  | Fine Gael                  | 14. Dezember 1982 |
| Louth                | Séamus Kirk             |                     | Fianna Fáil                | Fianna Fáil                | Fianna Fáil                | 14. Dezember 1982 |
| Mayo East            | Seán Calleary           |                     | Fianna Fáil                | Fianna Fáil                | Fianna Fáil                | 4. März 1973      |
| Mayo East            | Patrick Joseph Morley   |                     | Fianna Fáil                | Fianna Fáil                | Fianna Fáil                | 5. Juli 1977      |
| Mayo East            | Jim Higgins             |                     | Fine Gael                  | Fine Gael                  | Fine Gael                  | 10. März 1987     |
| Mayo West            | Denis Gallagher         |                     | Fianna Fáil                | Fianna Fáil                | Fianna Fáil                | 4. März 1973      |
| Mayo West            | Pádraig Flynn           |                     | Fianna Fáil                | Fianna Fáil                | Fianna Fáil                | 5. Juli 1977      |
| Mayo West            | Enda Kenny              |                     | Fine Gael                  | Fine Gael                  | Fine Gael                  | 11. Dezember 1975 |
| Meath                | John Bruton             |                     | Fine Gael                  | Fine Gael                  | Fine Gael                  | 21. April 1969    |
| Meath                | Noel Dempsey            |                     | Fianna Fáil                | Fianna Fáil                | Fianna Fáil                | 10. März 1987     |
| Meath                | Michael Lynch           |                     | Fianna Fáil                | Fianna Fáil                | Fianna Fáil                | 10. März 1987     |
| Meath                | John Farrelly           |                     | Fine Gael                  | Fine Gael                  | Fine Gael                  | 30. Juni 1981     |
| Meath                | Colm Hilliard           |                     | Fianna Fáil                | Fianna Fáil                | Fianna Fáil                | 9. März 1982      |
| Roscommon            | Liam Naughten           |                     | Fine Gael                  | Fine Gael                  | Fine Gael                  | 9. März 1982      |
| Roscommon            | Seán Doherty            |                     | Fianna Fáil                | Fianna Fáil                | Fianna Fáil                | 5. Juli 1977      |
| Roscommon            | Terry Leyden            |                     | Fianna Fáil                | Fianna Fáil                | Fianna Fáil                | 5. Juli 1977      |
| Sligo–Leitrim        | Matt Brennan            |                     | Fianna Fáil                | Fianna Fáil                | Fianna Fáil                | 9. März 1982      |
| Sligo–Leitrim        | Ted Nealon              |                     | Fine Gael                  | Fine Gael                  | Fine Gael                  | 30. Juni 1981     |
| Sligo–Leitrim        | John Ellis              |                     | Fianna Fáil                | Fianna Fáil                | Fianna Fáil                | 10. März 1987     |
| Sligo–Leitrim        | Ray MacSharry           |                     | Fianna Fáil                | Fianna Fáil                | Fianna Fáil                | 29. Juli 1969     |
| Tipperary North      | Michael Smith           |                     | Fianna Fáil                | Fianna Fáil                | Fianna Fáil                | 10. März 1987     |
| Tipperary North      | Michael O’Kennedy       |                     | Fianna Fáil                | Fianna Fáil                | Fianna Fáil                | 9. März 1982      |
| Tipperary North      | Michael Lowry           |                     | Fine Gael                  | Fine Gael                  | Fine Gael                  | 10. März 1987     |
| Tipperary South      | Noel Davern             |                     | Fianna Fáil                | Fianna Fáil                | Fianna Fáil                | 10. März 1987     |
| Tipperary South      | Seán McCarthy           |                     | Fianna Fáil                | Fianna Fáil                | Fianna Fáil                | 30. Juni 1981     |
| Tipperary South      | Brendan Griffin         |                     | Fine Gael                  | Fine Gael                  | Fine Gael                  | 4. März 1973      |
| Tipperary South      | Seán Treacy             |                     | Independent                |                            | Ceann Comhairle            | 11. Oktober 1961  |
| Waterford            | Austin Deasy            |                     | Fine Gael                  | Fine Gael                  | Fine Gael                  | 5. Juli 1977      |
| Waterford            | Martin Cullen           |                     | Progressive Democrats      | Progressive Democrats      | Progressive Democrats      | 10. März 1987     |
| Waterford            | Jackie Fahey            |                     | Fianna Fáil                | Fianna Fáil                | Fianna Fáil                | 21. April 1965    |
| Waterford            | Brian Swift             |                     | Fianna Fáil                | Fianna Fáil                | Fianna Fáil                | 10. März 1987     |
| Wexford              | John Browne             |                     | Fianna Fáil                | Fianna Fáil                | Fianna Fáil                | 14. Dezember 1982 |
| Wexford              | Brendan Howlin          |                     | Labour                     | Labour                     | Labour                     | 10. März 1987     |
| Wexford              | Ivan Yates              |                     | Fine Gael                  | Fine Gael                  | Fine Gael                  | 30. Juni 1981     |
| Wexford              | Avril Doyle             |                     | Fine Gael                  | Fine Gael                  | Fine Gael                  | 14. Dezember 1982 |
| Wexford              | Hugh Byrne              |                     | Fianna Fáil                | Fianna Fáil                | Fianna Fáil                | 30. Juni 1981     |
| Wicklow              | Joe Jacob               |                     | Fianna Fáil                | Fianna Fáil                | Fianna Fáil                | 10. März 1987     |
| Wicklow              | Gemma Hussey            |                     | Fine Gael                  | Fine Gael                  | Fine Gael                  | 9. März 1982      |
| Wicklow              | Liam Kavanagh           |                     | Labour                     | Labour                     | Labour                     | 2. Juli 1969      |
| Wicklow              | Dick Roche              |                     | Fianna Fáil                | Fianna Fáil                | Fianna Fáil                | 10. März 1987     |

1. Dáil (1919–1921) |
2. Dáil (1921–1922) |
3. Dáil (1922–1923) |
4. Dáil (1923–1927) |
5. Dáil (1927) |
6. Dáil (1927–1932) |
7. Dáil (1932–1933) |
8. Dáil (1933–1937) |
9. Dáil (1937–1938) |
10. Dáil (1938–1943) |
11. Dáil (1943–1944) |
12. Dáil (1944–1948) |
13. Dáil (1948–1951) |
14. Dáil (1951–1954) |
15. Dáil (1954–1957) |
16. Dáil (1957–1961) |
17. Dáil (1961–1965) |
18. Dáil (1965–1969) |
19. Dáil (1969–1973) |
20. Dáil (1973–1977) |
21. Dáil (1977–1981) |
22. Dáil (1981–1982) |
23. Dáil (1982) |
24. Dáil (1982–1987) |
25. Dáil (1987–1989) |
26. Dáil (1989–1992) |
27. Dáil (1992–1997) |
28. Dáil (1997–2002) |
29. Dáil (2002–2007) |
30. Dáil (2007–2011) |
31. Dáil (2011–2016) |
32. Dáil (2016–2020) |
33. Dáil (2020–2024) |
34. Dáil (seit 2024)